# Coliseum da Corunha

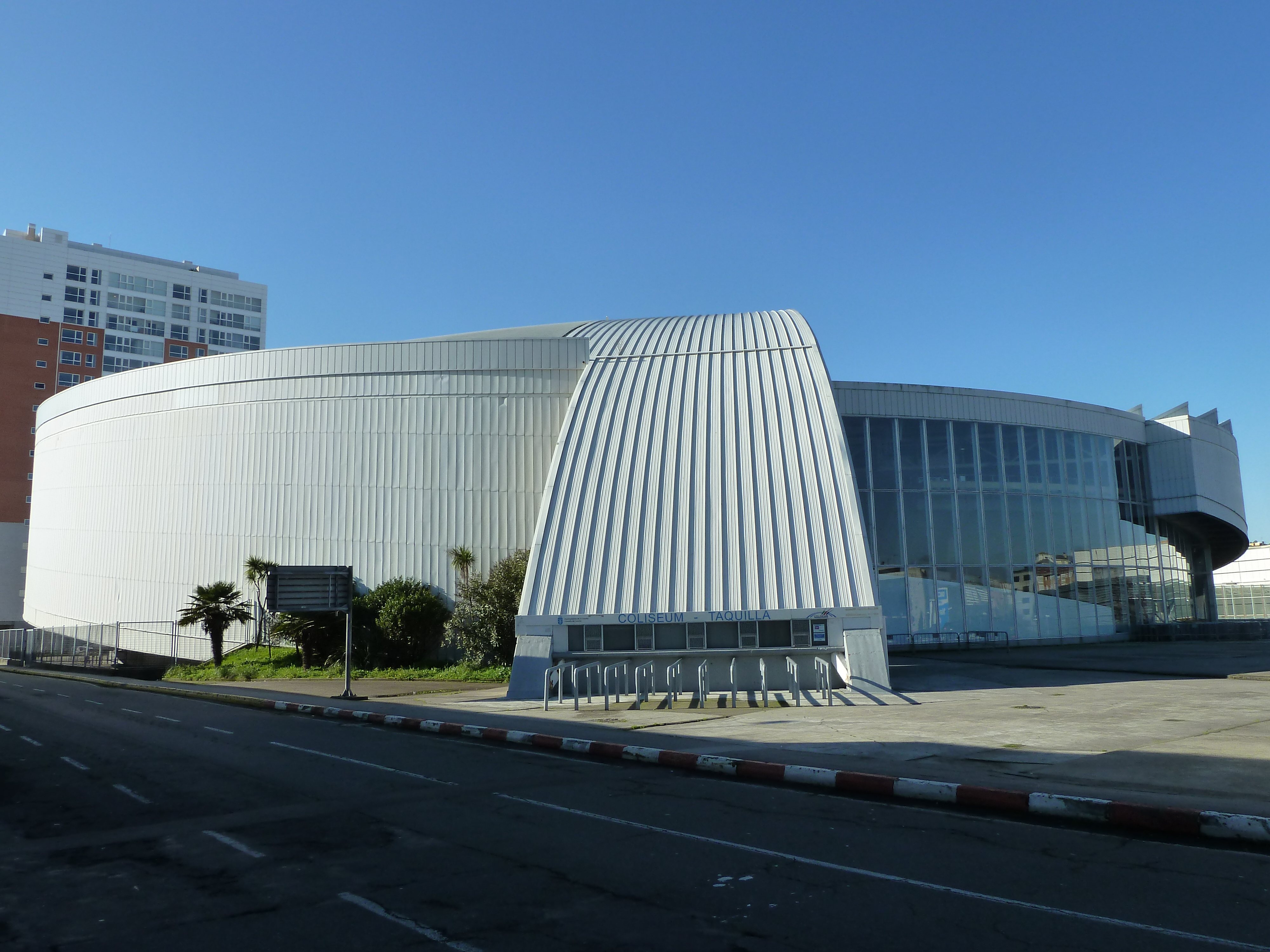
Vista frontal da entrada e bilheteria.

O Coliseum da Corunha é uma arena multiuso destinado a espetáculos, gerido pelo Instituto Municipal da Corunha de Espetáculos (IMCE), situado no aceso principal de Corunha desde a autoestrada AP-9 e a autovía A-6. Foi projetado pelo arquiteto madrilenho Salvador Pérez Arroyo, e inaugurado o 19 de maio de 1991.

## Características
O recinto abriga vários tipos de eventos, desde espetáculos musicais, eventos esportivos, eventos de lazer (patinação no gelo), grandes congressos e feiras. Nos meses de agosto o recinto convertia-se em Praça de Touros, mas as touradas foram suspendidas en 2015.
A base do edifício é circular, tendo uma pista central medida em cerca de 1.900 m² utilizada como quadra desportiva, auditório para concertos. Sua capacidade é de 11 mil espectadores em concertos.